# 依干其乡
依干其乡（維吾爾語：ئېگەرچى يېزىسى‎）是中华人民共和国新疆维吾尔自治区阿克苏地区阿克苏市下辖的一个乡镇级行政单位。

## 行政区划
依干其乡下辖以下地区：
英巴格村、巴格其村、喀拉木克其村、尤喀克巴里当村、阔什托格拉克村、依尔玛存村、托万克巴里当村、哈尼喀村、多浪新村、古勒巴格村、托万克科克巴什村、尤喀克科克巴什村、尤勒滚鲁克村、布隆科瑞克村、塞克帕其村、阿苏克兰干村和托万克巴格其村。